# Dekanat kowieński
Dekanat kowieński – jeden z pięciu dekanatów eparchii wileńskiej i litewskiej Rosyjskiego Kościoła Prawosławnego.

## Parafie w dekanacie
- Parafia Zmartwychwstania Pańskiego w Janowie
- Parafia św. Aleksandra Newskiego w Kibartach
- Parafia Przemienienia Pańskiego w Kiejdanach

filia: Trójcy Świętej w Rosieniach
- Parafia Zwiastowania w Kownie

filia: Zmartwychwstania Pańskiego w Kownie
filia: Opieki Matki Bożej w Kroniach
- Parafia Trójcy Świętej w Mariampolu
- Parafia Opieki Matki Bożej w Olicie[a]
- Parafia Świętych Piotra i Pawła w Szawlach

filia: Kazańskiej Ikony Matki Bożej w Cytowianach
- Parafia św. Aleksandra Newskiego w Użusolach
- Parafia Zmartwychwstania Pańskiego w Wiłkomierzu